# Maxillaria rodrigueziana
Maxillaria rodrigueziana là một loài thực vật có hoa trong họ Lan. Loài này được J.T.Atwood & Mora-Ret. mô tả khoa học đầu tiên năm 1989.